# The Slim Shady LP
The Slim Shady LP (Slim Shady ist Eminems Alter Ego) ist nach dem Untergrund-Album Infinite das zweite Soloalbum des US-amerikanischen Rappers Eminem. Es erschien am 23. Februar 1999 über Dr. Dres Label Aftermath Entertainment sowie Interscope Records und stellt den Beginn des kommerziellen Erfolgs von Eminem dar.

## Vorgeschichte und Entstehung
Eminem war Mitte der 1990er Jahre ein relativ erfolgloser und lediglich lokal bekannter Rapper. Nach seinem kaum beachteten ersten Album Infinite veröffentlichte er 1997 die Slim Shady EP, welche ihm einige gute Kritiken einbrachte, über das Untergrund-Label Web Entertainment, das den Bass Brothers gehört. Dr. Dre, schon damals ein einflussreicher HipHop Produzent, wurde über Jimmy Iovine ein Demoband Eminems zugespielt. Nachdem Dre es gehört hatte, war er vom Talent des Rappers überzeugt und beschloss, mit Eminem zu arbeiten. Eminem unterschrieb einen Plattenvertrag bei Aftermath Entertainment und es wurde sofort mit der Produktion der The Slim Shady LP begonnen.
Die Single My Name Is wurde gleich am ersten Aufnahmetag eingespielt. Bei einem Großteil des Aufnahmeprozesses stand Eminem unter dem Einfluss von Ecstasy. Mehrere Lieder des Albums wurden von der Slim Shady EP übernommen.

## Inhalt
Das Album ist, wie auch alle folgenden Alben von Eminem, geprägt durch dessen typischen Stil. Auf der The Slim Shady LP schlüpft Eminem öfter als auf späteren Veröffentlichungen in die Rolle seines Alter Egos Slim Shady, um sich kontroversen Themen wie Gewalt, Drogen oder Sex auf meist stark überzeichnete ironische Weise zu widmen. Gleich die erste offizielle Single My Name Is, bei dem sich Eminem als Slim Shady vorstellt und auf sehr überspitzte Art über sein Leben rappt, ist das beste Beispiel hierfür. Weitere Tracks, die vor allem durch kontroverse Texte und Ironie geprägt sind, sind die Untergrund-Single Just Don’t Give a Fuck sowie Brain Damage, As the World Turns, Still Don’t Give a Fuck und der Bonus-Song Get You Mad. Beim Song Guilty Conscience rappen Eminem und Dr. Dre als gute und böse Seite des Gewissens mehrerer Menschen und versuchen, deren Taten in ihre Richtung zu beeinflussen. In ’97 Bonnie & Clyde bekundet Eminem die Liebe zu seiner Tochter und die Abneigung gegenüber seiner Ex-Frau: Er fährt mit der Tochter an den Strand, um die Leiche ihrer Mutter loszuwerden. Role Model ist ein ironischer Song, bei dem Eminem seine Vorbildfunktion als nun berühmter Rapper durch den Kakao zieht. Ein typisches Party-Lied ist auf der LP ebenso zu finden (Cum on Everybody), wie auch Songs über Drogen (My Fault, I’m Shady). In Bad Meets Evil übernehmen Eminem und Royce da 5′9″ die Rolle zweier Banditen. Neben diesen Liedern gibt es aber auch ernste Songs, die Eminems Armut und die damit verbundenen Probleme behandeln (If I Had, Rock Bottom). Die Bonus-Tracks Hazardous Youth und Greg sind A-cappella-Freestyles.
Die Lieder If I Had, ’97 Bonnie & Clyde (Just the Two of Us) und Just Don’t Give a Fuck wurden vorher schon auf der Slim Shady EP veröffentlicht und teils mit verändertem Beat (Just Don’t Give a Fuck) oder anderem Titel (’97 Bonnie & Clyde) auf der The Slim Shady LP übernommen.

## Produktion und Samples
Für die Produktion zeichnen vor allem die Bass Brothers verantwortlich, die schon vor Eminems Entdeckung mit ihm zusammengearbeitet hatten. Sie produzierten den Beat zu Rock Bottom sowie mit Eminem als Co-Produzent Brain Damage, If I Had, ’97 Bonnie & Clyde, My Fault, Cum on Everybody, Just Don’t Give a Fuck, As the World Turns, I’m Shady, Bad Meets Evil und Still Don’t Give a Fuck. Obwohl Dr. Dre lediglich die Stücke My Name Is, Guilty Conscience (in Zusammenarbeit mit Eminem) und Role Model (in Zusammenarbeit mit Mel-Man) produzierte, wurde er in der Öffentlichkeit stets als ausführender Produzent hervorgehoben, da Dres Name im Gegensatz zu den vergleichsweise unbekannten Bass Brothers viel medienwirksamer war. Die Hintergrundmusik zu den Skits Lounge, Ken Kaniff und Soap stammt von Jeff Bass. Der Bonus-Titel Get You Mad wurde von Sway und King Tech produziert.
Sieben Titel des Albums enthalten Elemente von Liedern anderer Künstler. Die Single My Name Is sampelt die Songs I Got The von Labi Siffre und I Don’t Love You von Millie Jackson. Go Home Pigs von Ronald Stein wird bei Guilty Conscience gesampelt. Der Track ’97 Bonnie & Clyde enthält Elemente von Just the Two of Us von Grover Washington, Jr. Cum On Everybody sampelt Gimme What You Got von Le Pamplemouse und Rock Bottom enthält ein Sample von Summertime von Big Brother & The Holding Company. Außerdem kommen Elemente des Lieds Pusherman von Curtis Mayfield im Song I’m Shady vor und Bad Meets Evil sampelt Me & My Girlfriend von 2Pac sowie Modaji von Dave Grusin.

## Covergestaltung
Die Illustration zeigt im Vordergrund ein Auto mit geöffnetem Kofferraum, aus dem die Beine einer leblosen Person ragen. Im Hintergrund befinden sich eine Seebrücke, auf der ein Mann neben einem Kind steht sowie das Meer und der Mond. Das Albumcover lehnt sich an den Song ′97 Bonnie & Clyde an. Das gesamte Cover ist in Lila-Farbtönen gehalten, rechts unten steht der Schriftzug The Slim Shady LP in bunten Buchstaben.
Die Special-Edition zeigt Eminem, der die Augen geschlossen hat und die Hände über den Kopf schlägt. Hier ist das Cover in verschiedenen Blau-Farbtönen gehalten. Im unteren Teil befinden sich die Schriftzüge Eminem, The Slim Shady LP und Special Edition.

## Gastbeiträge
Auf The Slim Shady LP sind lediglich vier Gastrapper auf Songs vertreten. Eminems Produzent und Mentor Dr. Dre hat einen Auftritt auf der Single Guilty Conscience, während auf If I Had die eher unbekannte Sängerin Kristie Abete zu hören ist. Die R&B-Sängerin Dina Rae tritt, wie auch bei späteren Eminem-Alben, auf Titel 13 (Cum on Everybody) in Erscheinung. Der Detroiter Rapper Royce da 5′9″ hat einen Gastbeitrag auf Bad Meets Evil. Zu guter Letzt tritt der Rapper King Tech in dem Bonus-Song Get You Mad auf. Nebenbei sind Eminems Produzenten die Bass Brothers, sein Manager Paul Rosenberg, sowie Zoe Winkler und Aristotle auf diversen Skits zu hören.

## Titelliste
| #  | Titel                       | Gastbeiträge                | Produzent                     | Länge |
| -- | --------------------------- | --------------------------- | ----------------------------- | ----- |
| 1  | Public Service Announcement | Jeff Bass                   |                               | 0:33  |
| 2  | My Name Is                  |                             | Dr. Dre                       | 4:28  |
| 3  | Guilty Conscience           | Dr. Dre                     | Dr. Dre und Eminem            | 3:19  |
| 4  | Brain Damage                |                             | Bass Brothers und Eminem (Co) | 3:46  |
| 5  | Paul (Skit)                 | Paul Rosenberg              |                               | 0:15  |
| 6  | If I Had                    | Kristie Abete               | Bass Brothers und Eminem (Co) | 4:05  |
| 7  | ’97 Bonnie & Clyde          |                             | Bass Brothers und Eminem (Co) | 5:16  |
| 8  | Bitch (Skit)                | Zoe Winkler                 |                               | 0:19  |
| 9  | Role Model                  |                             | Dr. Dre und Mel-Man           | 3:25  |
| 10 | Lounge (Skit)               | Bass Brothers               | Jeff Bass                     | 0:46  |
| 11 | My Fault                    |                             | Bass Brothers und Eminem      | 4:01  |
| 12 | Ken Kaniff (Skit)           | Aristotle und Marky Bass    | Jeff Bass                     | 1:16  |
| 13 | Cum on Everybody            | Dina Rae                    | Bass Brothers und Eminem (Co) | 3:39  |
| 14 | Rock Bottom                 |                             | Bass Brothers                 | 3:34  |
| 15 | Just Don’t Give a Fuck      |                             | Bass Brothers und Eminem (Co) | 4:02  |
| 16 | Soap (Skit)                 | Royce da 5′9″ und Jeff Bass | Jeff Bass                     | 0:34  |
| 17 | As the World Turns          |                             | Bass Brothers und Eminem (Co) | 4:25  |
| 18 | I’m Shady                   |                             | Bass Brothers und Eminem (Co) | 3:31  |
| 19 | Bad Meets Evil              | Royce da 5′9″               | Bass Brothers und Eminem (Co) | 4:13  |
| 20 | Still Don’t Give a Fuck     |                             | Bass Brothers und Eminem (Co) | 4:12  |

Bonussongs der Special Edition:
| # | Titel                        | Gastbeiträge | Produzent          | Länge |
| - | ---------------------------- | ------------ | ------------------ | ----- |
| 1 | Hazardous Youth (A Cappella) |              |                    | 0:47  |
| 2 | Get You Mad                  | King Tech    | Sway und King Tech | 4:21  |
| 3 | Greg (A Cappella)            |              |                    | 0:54  |

Bonussongs der Expanded Edition zum 20-jährigen Jubiläum:
| #  | Titel                                 | Gastbeiträge | Produzent                     | Länge |
| -- | ------------------------------------- | ------------ | ----------------------------- | ----- |
| 1  | Hazardous Youth (A Cappella)          |              |                               | 0:47  |
| 2  | Get You Mad                           | King Tech    | Sway und King Tech            | 4:21  |
| 3  | Greg (A Cappella)                     |              |                               | 0:54  |
| 4  | Bad Guys Always Die                   | Dr. Dre      | Dr. Dre und Mel-Man           | 4:39  |
| 5  | Guilty Conscience (Radio Version)     | Dr. Dre      | Dr. Dre und Eminem            | 3:19  |
| 6  | Guilty Conscience (Instrumental)      |              | Dr. Dre und Eminem            | 3:22  |
| 7  | Guilty Conscience (A Cappella)        | Dr. Dre      |                               | 3:16  |
| 8  | My Name Is (Instrumental)             |              | Dr. Dre                       | 4:29  |
| 9  | Just Don’t Give a Fuck (A Cappella)   |              |                               | 3:35  |
| 10 | Just Don’t Give a Fuck (Instrumental) |              | Bass Brothers und Eminem (Co) | 4:08  |

## Einzelne Lieder
My Name Is
In diesem Song stellt Eminem sein Alter Ego Slim Shady vor und rappt auf überspitzte Weise über sein Leben.
Guilty Conscience
Bei diesem Stück übernehmen Eminem und Dr. Dre die Rollen der bösen und guten Seite des Gewissens von verschiedenen Personen und versuchen deren Taten zu beeinflussen.
Role Model
Dieses Lied verspottet die Vorbildfunktion, die der Rapper durch seine erlangte Berühmtheit besitzt.
Just Don’t Give a Fuck
Der Track entstand bereits 1997 und enthält einige Seitenhiebe gegen andere Künstler.

## Kritiken
| Professionelle Bewertungen | Professionelle Bewertungen |
| -------------------------- | -------------------------- |
| Kritiken                   |                            |
| Quelle                     | Bewertung                  |
| laut.de                    | [ 19 ]                     |
| cdstarts.de                | [ 20 ]                     |
| Rolling Stone              | [ 21 ]                     |
| Allmusic                   | [ 22 ]                     |
| RapReviews                 | [ 23 ]                     |

Das Album erhielt überwiegend positive Kritiken.
- Bei laut.de bekam The Slim Shady LP drei von möglichen fünf Punkten. Eminems textliche Stärken werden gelobt, allerdings wird dem Album zu viel Kommerz vorgeworfen:

„Schon die erste Auskopplung ist ein Hit geworden, aber insgesamt ist die Slim Shady LP schon fast zu professionell produziert worden. Das Album ist zwar gut, die Lyrics sind krass und die Beats stimmen auch, doch schwingt in all dem zu viel Kommerz mit, vielleicht sogar ein Hauch von 2Pacs weißem Bruder. […] G-Funk, Money, Bitches, von diesem Image steckt zu viel in dieser CD um sie wirklich gut zu machen.“

- Auf cdstarts.de wurde das Album zum Erscheinen der 20-jährigen Jubiläumsedition mit 8,5 von möglichen zehn Punkten bewertet. Es sei viel innovativer als die neueren Veröffentlichungen des Rappers:

„[Eminem] kreierte einen ganz neuen Rapstil, der damals noch nicht mit der Aggressivität späterer Werke wucherte. Stattdessen blühte Eminems unbeschreiblicher Wortwitz, der zwischen Genie („My name is“), Wahnsinn („Ken Kaniff“), Sex („Cum on everybody“) und jeder Menge Drogen („Brain damage“) ausartete. Somit steht „The Slim Shady LP“ für den Moment, als der US-Rap eine neue, erregende Wendung bekam und einen zweiten Frühling für ein Genre einläutete, das wie kaum ein zweites von Auf und Abs geprägt ist.“

## Kommerzieller Erfolg

### Chartplatzierungen und Singles

Cover der Single
My Name Is

The Slim Shady LP ist das erste Album von Eminem, das die Charts in seinem Heimatland und international erreichte. Es stieg in der 19. Kalenderwoche des Jahres 1999 auf Platz 72 in die deutschen Charts ein und erreichte 16 Wochen später mit Rang 51 seine höchste Chartplatzierung. Nach 17 Wochen verließ der Tonträger die Top 100. In den USA erreichte das Album mit Platz 2 die höchste Chartposition. Weitere relativ hohe Chartplatzierungen erreichte The Slim Shady LP mit Rang 12 in Österreich, Platz 10 in Großbritannien und Position 9 in Kanada. In der Schweiz reichte es zu Platz 25. Mit 134 Wochen hielt sich das Album am längsten in den britischen Charts.
| ChartsChartplatzierungen       | Höchstplatzierung | Wochen |
| ------------------------------ | ----------------- | ------ |
| Deutschland (GfK)              | 51 (17 Wo.)       | 17     |
| Österreich (Ö3)                | 12 (11 Wo.)       | 11     |
| Schweiz (IFPI)                 | 25 (27 Wo.)       | 27     |
| Vereinigte Staaten (Billboard) | 2 (105 Wo.)       | 105    |
| Vereinigtes Königreich (OCC)   | 10 (134 Wo.)      | 134    |

| ChartsJahrescharts (1999)      | Platzierung |
| ------------------------------ | ----------- |
| Vereinigte Staaten (Billboard) | 22          |
| Vereinigtes Königreich (OCC)   | 64          |

| ChartsJahrescharts (2000)      | Platzierung |
| ------------------------------ | ----------- |
| Vereinigte Staaten (Billboard) | 54          |
| Vereinigtes Königreich (OCC)   | 44          |

Die erste Single Just Don’t Give a Fuck, die Eminem bereits 1998 als Untergrund-Künstler veröffentlichte und später auf das Album genommen wurde, konnte sich noch nicht in den Charts platzieren. Dagegen stieg die erste in Zusammenarbeit mit Dr. Dre produzierte und kurz vor dem Album veröffentlichte Single My Name Is in Deutschland bis auf Platz 37 und hielt sich acht Wochen in den Charts. Mit Guilty Conscience (DE #40, 7 Wo.) folgte eine dritte Single, an der Dr. Dre auch als Rapper beteiligt war. Besonders erfolgreich waren die Singles in Großbritannien, wo beide die Top 5 erreichten. Außerdem wurde das Lied Role Model zu Promotionszwecken, inklusive Musikvideo, veröffentlicht.

### Auszeichnungen für Musikverkäufe
Das Album verkaufte sich in der ersten Woche in den USA 283.000 Mal. Bis heute hat sich The Slim Shady LP weltweit mehr als 18 Millionen Mal verkauft. Allein in den USA verkaufte sich das Album über fünf Millionen Mal und wurde demzufolge mit 5-fach Platin ausgezeichnet.
Bei den Grammy Awards 2000 erhielt Eminem den Preis für das beste Album des Jahres in der Kategorie Rap und für die beste Solodarbietung in der Kategorie Rap für den Song My Name Is. Das Musikmagazin Rolling Stone wählte The Slim Shady LP im Jahr 2012 auf Platz 275 seiner Liste der 500 besten Alben aller Zeiten und Ende 1999 auf Platz 33 der besten Alben der 1990er Jahre.
| Land/Region                  | Auszeichnungen für Musikverkäufe (Land/Region, Auszeichnung, Verkäufe) | Verkäufe    |
| ---------------------------- | ---------------------------------------------------------------------- | ----------- |
| Australien (ARIA)            | 8× Platin                                                              | 560.000     |
| Europa (IFPI)                | Platin                                                                 | (1.000.000) |
| Italien (FIMI)               | Gold                                                                   | 25.000      |
| Kanada (MC)                  | 2× Platin                                                              | 200.000     |
| Neuseeland (RMNZ)            | 2× Platin                                                              | 30.000      |
| Niederlande (NVPI)           | Gold                                                                   | 40.000      |
| Schweiz (IFPI)               | Gold                                                                   | 25.000      |
| Vereinigte Staaten (RIAA)    | 5× Platin                                                              | 5.000.000   |
| Vereinigtes Königreich (BPI) | 3× Platin                                                              | 1.100.000   |
| Insgesamt                    | 3× Gold · 21× Platin ·                                                 | 6.880.000   |

Hauptartikel: Eminem/Auszeichnungen für Musikverkäufe